# 5456 Merman
5456 Merman è un asteroide della fascia principale. Scoperto nel 1979, presenta un'orbita caratterizzata da un semiasse maggiore pari a 2,3573742 UA e da un'eccentricità di 0,0496145, inclinata di 7,03661° rispetto all'eclittica.